# Pelourinho de Vila Velha de Ródão
O Pelourinho de Vila Velha de Ródão localiza-se no Largo 25 de Abril, na localidade de Vila Velha de Ródão, no município de Vila Velha de Ródão, distrito de Castelo Branco, em Portugal.

## Classificação
Encontra-se classificado como Imóvel de Interesse Público desde 1933.